# Nørre Søby
Nørre Søby is een plaats in de Deense regio Zuid-Denemarken, gemeente Faaborg-Midtfyn. De plaats telt 871 inwoners (2020). Nørre Søby ligt aan de voormalige spoorlijn Odense - Faaborg. Het stationsgebouw is bewaard gebleven.
- Library of Congress Control Number: n95031517
- Nationale Bibliotheek van Israël: 987007535690505171
- Virtual International Authority File: 128001579